# 101-й Нью-Йоркский пехотный полк
101-й Нью-Йоркский добровольческий пехотный полк (англ. 101st New York Volunteer Infantry Regiment) Он же 2nd Regiment, Eagle Brigade, — один из пехотных полков армии Союза во время Гражданской войны в США. Полк был сформирован весной 1862 года, участвовал в Кампании на Полуострове, после чего сражался в северной Вирджинии, а 24 декабря 1862 года немногие отавшиеся рядовые полка были переведены в 37-й Нью-Йоркский пехотный полк.

## Формирование
В сентябре 1861 года Джонсон Батлер Браун был уполномочен набрать полк, и Энрико Фарделла получил такое же полномочия. Набор этих двух полков затянулся, поэтому в январе 1862 года они были сведены в один полк, при этом Энрико Фарделла стал полковником, а Брайн - подполковником. Недонабранный полк Фарделлы стал ротами В, С, Е и I нового полка. Между 2 сентября 1861 и 28 февраля 1862 года оты полка были постепенно приняты на службу в армию США сроком на 3 года. Роты были набраны в основоном: А - в Нью-Йорке, В, Н и К - в Сиркузах, С - в Констога, D, F и G - в Хэнкоке, Е - в Утике, и I - в Кемилласе.

## Боевой путь
9 марта полк покинул штат и отбыл в Вашингтон, где был включён в отряд Уодсворта для службы в укреплениях города. В мае он был переведён в бригаду Уиппла, а в июне отправлен на Вирджинский полуостров и включён в состав бригады Дэвида Бирни в III корпус Потомакской армии.
На полуострове полк принял участие в сражениях Семидневной битвы. Он не задействовался активно, поэтому с 25 июня по 1 июля потерял 7 человек убитыми, 15 ранеными и 22 пропавшими без вести. По окончании кампании полк отступил на базу в Харисон-Лендинг, откуда 16 августа был направлен в форт Монро, переброшен вместе со всей бригадой в Северную Вирджинию и принял участие в Северовирджиской кампании.
Полк участвовал во втором сражении при Булл-Ран, где бригада Бирни была задействована 29 августа во время атаки всей дивизии Филипа Керни. Полк, численностью 168 человек, сражался под командованием подполковника Нельсона Геснера и потерял 6 человек убитыми, 101 ранеными и 17 пропавшими без вести.
III корпус не был задействован в Мерилендской кампании, и весь сентябрь полк простоял в пикетах у реки Монокаси.
11 октября полк участвовал в наступлении на Фалмут а 12 декабря участвовал в сражении при Фредериксберге, где снова не был активно задействован и потерял только 13 человек.
24 декабря остатки полка были переведены в 37-й Нью-Йоркский пехотный полк. В составе этого полка рядовые 101-го участвовали в сражении при Чанселорсвилле, после чего 37-й был расформирован и рядовых перевели в 40-й Нью-Йоркский пехотный полк, где они сформировали роты I и K.